# (200022) 2007 OW5
(200022) 2007 OW5 es un asteroide que forma parte de los asteroides troyanos de Júpiter, descubierto el 22 de julio de 2007 por el equipo del Lulin Sky Survey desde el Observatorio de Lulin, Zhongshan (República Popular China).

## Designación y nombre
Designado provisionalmente como 2007 OW5.

## Características orbitales
2007 OW5 está situado a una distancia media del Sol de 5,273 ua, pudiendo alejarse hasta 5,844 ua y acercarse hasta 4,703 ua. Su excentricidad es 0,108 y la inclinación orbital 7,878 grados. Emplea 4423,81 días en completar una órbita alrededor del Sol.

## Características físicas
La magnitud absoluta de 2007 OW5 es 12,6. Tiene 17,014 km de diámetro y su albedo se estima en 0,067.